# 长白朝鲜族自治县
长白朝鲜族自治县（中国朝鲜语：／ Changbaek Chosǒnjok Chach'ihyǒn）是中華人民共和國吉林省白山市下辖的民族自治县，也是全国唯一的中国朝鲜族自治县，面积2497.6平方公里。自治县人民政府驻长白镇。

## 地理
位于吉林省东南部、长白山南麓、鸭绿江上游。东南与朝鲜民主主义人民共和国两江道惠山市和三池渊市、普天郡、三水郡、金正淑郡、金亨稷郡隔江相望，国境线总长260.5公里。西与白山临江市接壤，北与白山抚松县交界。

## 历史
- 1677年清朝封禁此地，不再有居民；1875年清政府解除禁令，实行开发政策。1877年清政府设通化县，管辖该地。
- 清光绪三十四年（1908年）九月十一日设长白府设治，属奉天省；将临江县以东的长生堡、庆生堡划归长白府。
- 1949年长白县划归辽东省通化专署，1964年划归吉林省通化专区。
- 1912年属奉天省东边道，1913年改长白府为长白县，属奉天省。
- 1958年9月15日成立长白朝鲜族自治县，属吉林省通化行署。1985年4月归浑江市（现白山市）管辖。

## 行政区划
下辖7个镇、1个乡：
长白镇、八道沟镇 (长白县)、十四道沟镇、马鹿沟镇、宝泉山镇、新房子镇、十二道沟镇和金华乡。
- 镇：
  1. 长白镇（장백진）
  2. 十四道沟镇（십사도구진）
  3. 八道沟镇（팔도구진）
  4. 马鹿沟镇（마록구진）
  5. 十二道沟镇（십이도구진）
  6. 新房子镇（신방자진）
  7. 宝泉山镇（보천산진）
- 乡：金華乡（금화향）

其中县城驻在长白镇，辖有4个社区：
1. 白山（백산）
2. 民主（민주）
3. 塔山（탑산）
4. 绿江（록강）

## 人口
截至2020年末，長白朝鮮族自治縣户籍總人口75497人，其中朝鮮族佔16.7%。全縣常住人口為58266人。
全縣總人口共8.6萬人，由漢族、朝鮮族、滿族等民族組成，其中朝鮮族共有1.4萬人，佔縣總人口總數的16.9%。

## 交通
- 331国道过境。

## 经济
林业、水电业、矿产业、人参业，医药保健品业比较发达，2004年实现国内生产总值10亿元，人均GDP超过1万元。农村人均纯收入2779元，城镇居民人均可支配收入5094元。

## 旅游
素有「长白林海、人参之乡」，天池南坡景观等风景区较多。干沟子古墓群属于春秋战国时期。
赴朝边境旅游项目，主要游览朝鲜天池东坡景观、金日成革命历史遗址（白头山密营、普天堡战迹地、普天堡战斗胜利纪念塔、两江道事迹馆）和两江道艺术大学专场文艺演出。